# 安东·克拉斯诺霍尔斯基
安东·克拉斯诺霍尔斯基（1925年10月22日—1988年7月25日），斯洛伐克男子足球运动员，司职后卫。他曾代表捷克斯洛伐克国家队参加1954年国际足联世界杯，结果队伍止步小组赛阶段。